# Yamato (Schiff, 2020)
Die Yamato (やまと) ist ein 2020 in Dienst gestelltes Fährschiff der japanischen Reederei Hankyu Ferry. Sie steht auf der Strecke von Kōbe nach Kitakyūshū im Einsatz.

## Geschichte
Die Yamato wurde am 13. März 2019 unter der Baunummer 1215 in der Werft von Mitsubishi Heavy Industries in Shimonoseki auf Kiel gelegt und lief am 10. Januar 2020 vom Stapel. Nach der Ablieferung an Hankyu Ferry am 24. Juni 2020 nahm sie am 30. Juni den Fährdienst von Kōbe nach Kitakyūshū auf. Der Neubau ersetzte hierbei mit der im März 2020 abgelieferten Settsu die gleichnamige, 2003 in Dienst gestellte Yamato sowie deren Schwesterschiff Tsukushi. Die Überfahrt von und nach Kitakyūshū findet zumeist nachts statt.
Die Yamato besitzt ähnliche Abmessungen wie ihre Vorgängerin, kann jedoch eine größere Anzahl an LKW und PKW laden. Um aktuelle Umweltstandards zu erfüllen, erhielt das Schiff Scrubber zur Abgasentschwefelung.
Zur Ausstattung der Yamato zählen neben einem Restaurant ein Raucherzimmer, eine Lounge, Innenpromenaden, eine Spielhalle sowie ein Kinderspielzimmer. Auf Deck 5 befindet sich zudem eine Karaoke-Anlage und ein Bordgeschäft sowie auf Deck 7 zwei japanische Badehäuser (Sentō), wie sie auf größeren japanischen Fähren oft zu finden sind. Die Passagiere des Schiffes sind in Suiten und Kabinen im westlichen oder traditionell eingerichteten Stil untergebracht. Zudem verfügt die Yamato über zehn Schlafsäle.